# Kebebush Haile
Kebebush Haile (* 13. April 1986) ist eine äthiopische Marathonläuferin.
2006 gewann sie den Barcelona-Marathon, und 2007 wurde sie Zweite beim Ottawa-Marathon. Im darauffolgenden Jahr belegte sie dort den dritten Platz und wurde Zweite beim Dublin-Marathon. 
2009 siegte sie beim Mumbai-Marathon und wurde jeweils Dritte beim Rom-Marathon und beim Toronto Waterfront Marathon.
2010 wurde sie jeweils Zweite in Mumbai und in Rom sowie Vierte beim Taipei International Marathon. Im Jahr darauf wurde sie Dritte in Rom und triumphierte beim Ottawa-Marathon, beim Taiyuan-Marathon und beim Shanghai-Marathon mit ihrer persönlichen Bestzeit von 2:24:09 h.
2012 wurde sie Fünfte beim Düsseldorf-Marathon.